# Mourente
Mourente ou Santa María de Mourente est une paroisse civile située dans la commune de Pontevedra , en Espagne. Selon l'INE en 2020, Mourente comptait 2 027 habitants. Elle compte 27 entités de population.

## Toponyme
Mourente vient du génitif de l'anthroponyme romain tardif MAURENTIUS , utilisé dans l'expression VILLA (M) MAURENTII («la maison ou la ferme de Maurentius»). Le toponyme a déjà été étudié au XVIIIe siècle par Fray Martín Sarmiento , qui a vécu une partie de son enfance dans cette paroisse . La première attestation écrite du nom de lieu, sous sa forme "Sancta Maria de Maurenti", apparaît dans un document du 30 mars 1019, où le roi Alfonso V confirme les possessions de l' évêché d'Iria à proximité du château de Cedofeita (Lérez) ,,.

## Localisation
Les limites historiques de la paroisse de Mourente ont évolué au fil du temps. Au début de l'ère moderne, la paroisse de San Mamede de Moldes a été annexée à celle de Santa María de Mourente et avec elle des lieux comme A Parda, A Eiriña ou O Gorgullón, qui font aujourd'hui partie du centre urbain de Pontevedra . 

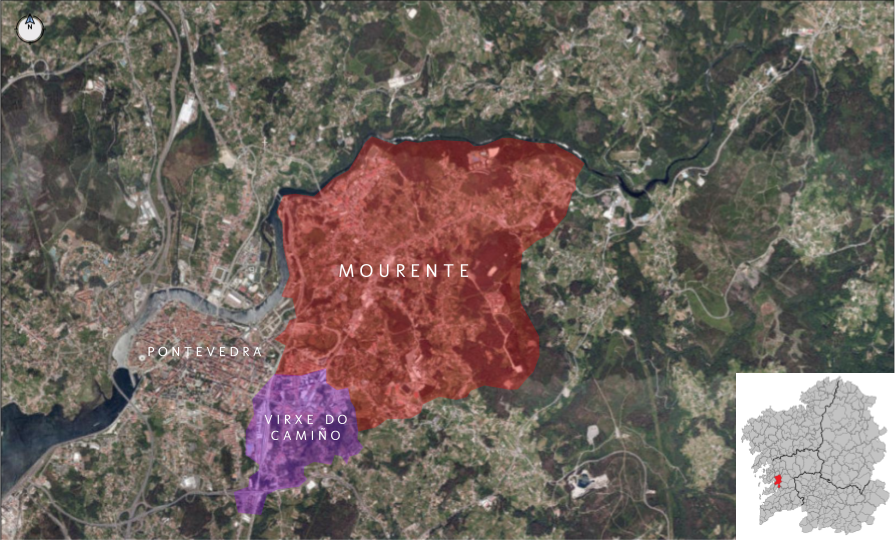
Frontières des paroisses de Mourente et de la Virxe do Camiño selon la carte des paroisses civiles de Galice (2001).

Au nord, le fleuve Lérez sépare Mourente des paroisses de San Salvador de Lérez, Santa María de Xeve et Santo André de Xeve. À l'est, Mourente borde Santa Mariña de Bora et au sud San Miguel de Marcón et San Pedro de Tomeza. À l'ouest se trouvent la paroisse de San Martiño de Salcedo et la ville de Pontevedra. 

## Histoire
Mourente a formé sa propre commune entre 1841 et 1867, couvrant les paroisses civiles de Bora, Marcón et Tomeza. Le centre urbain de Monte Porreiro a connu une croissance démographique spectaculaire depuis le milieu du XXe siècle.
Dans la seconde moitié du XXe siècle, Mourente devient une paroisse civile périurbaine.  La proximité de la ville de Pontevedra a entraîné la création d'infrastructures clés à Mourente. En fait, on y trouve le siège du Centre Régional de l'Université nationale d'enseignement à distance, ainsi que la Ciudad Infantil Príncipe Felipe, dépendant du Conseil provincial de Pontevedra et l'hôpital Montecelo, qui fait partie du complexe hospitalier universitaire de Pontevedra.

## Patrimoine

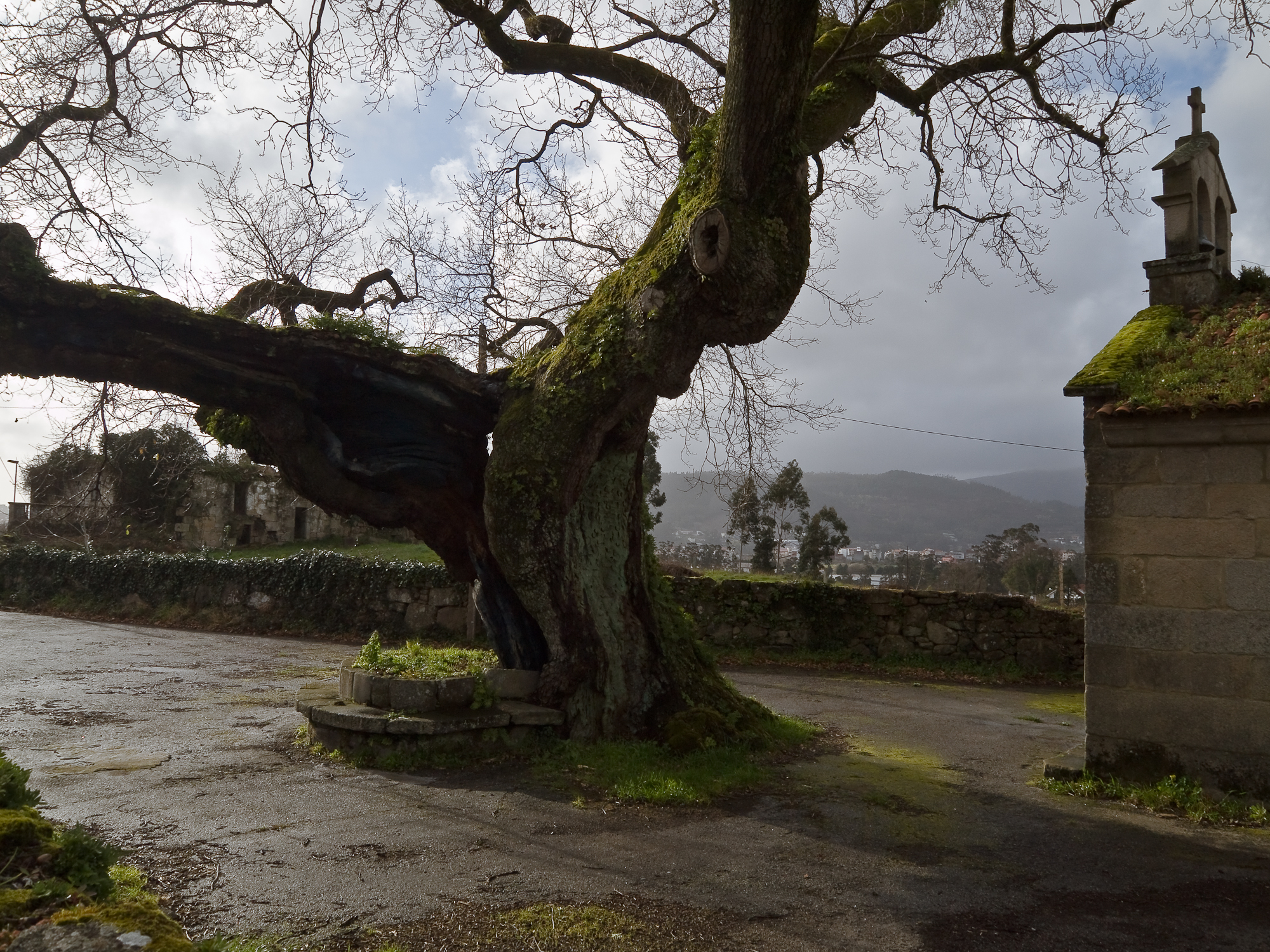
Chêne de Santa Margarida.

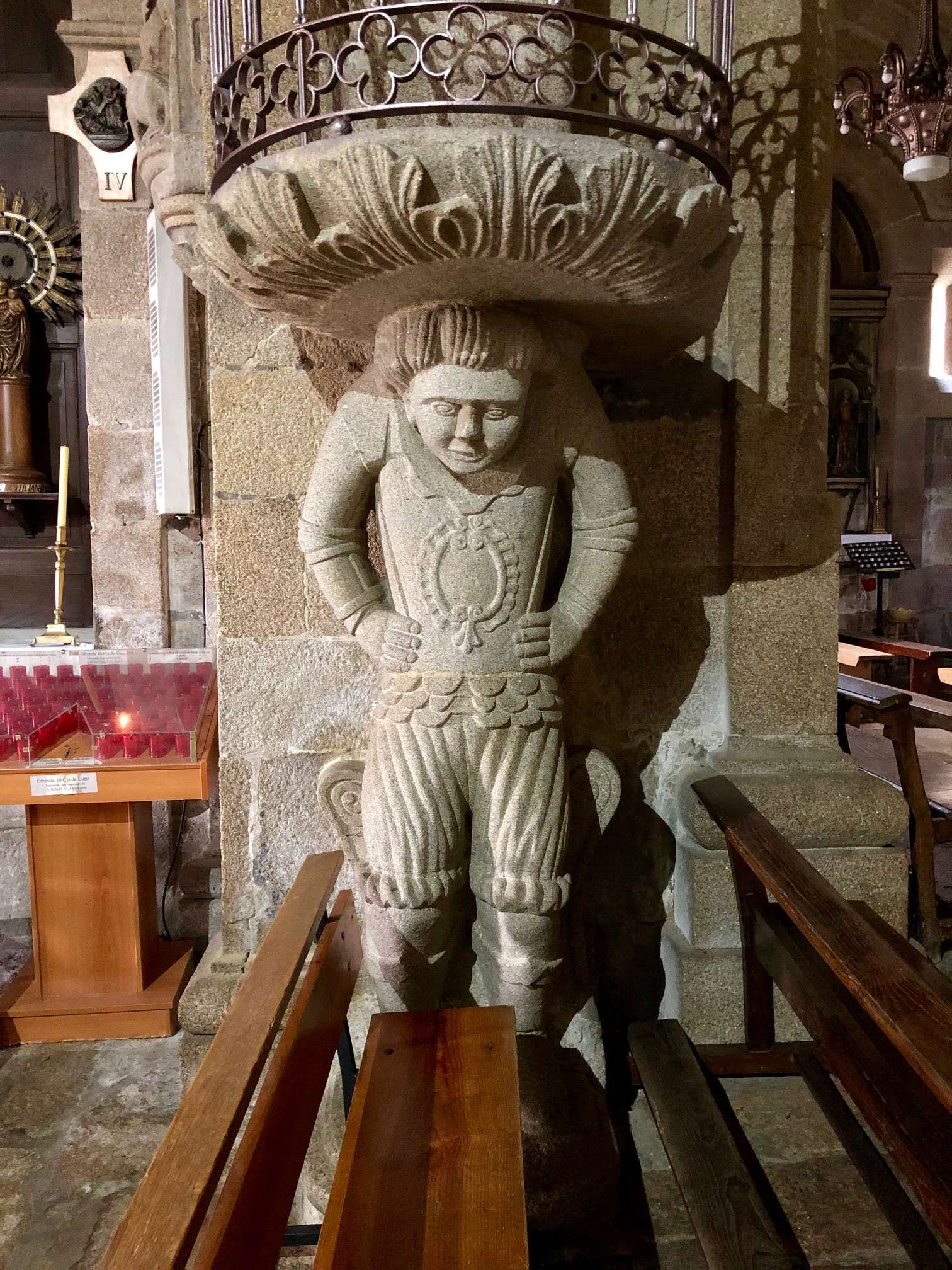
Le Maure de Mourente dans l'église paroissiale.

L'église paroissiale est dédiée à Santa María, patronne de la paroisse dans son invocation de l' Assomption. L'achèvement de la construction du temple et de son atrium date de 1769. Il a un plan en croix latine d'une seule nef et est de style baroque avec une influence néoclassique, en particulier sur sa façade. Les matériaux de l'ancienne église médiévale ont été utilisés pour sa construction. À l'intérieur de l'église se trouve le célèbre Maure de Mourente, un grand atlante sculpté dans le granit et supportant la chaire.
En plus de l'église paroissiale, il y a trois chapelles dans la paroisse:
- La chapelle San Mamede (style roman, des Xe et XIe siècles) située à Moldes, a été déplacée au XXe siècle à l'intérieur du cimetière municipal de San Amaro après avoir été acquise par la mairie. Elle est de style roman, avec un plan à nef unique et une abside rectangulaire divisée en deux corps, renforcée par des contreforts et une voûte en berceau en ogive.
- La chapelle Santa Margarida, de style roman, abrite dans son atrium un chêne centenaire renommée qui est inclus dans le Catalogue des Arbres uniques de la Junte de Galice .
- La chapelle San Amaro est à côté du cimetière municipal du même nom.

## Fêtes
Le 15 août est célébrée la fête du saint patron. On commémore également le jour de la Virxe do Carme (dimanche avant le 16 juillet) et de Santa Margarida (premier dimanche d'août). En mars, la fête gastronomique du caldo gallego est fêtée.

## Galerie d'images

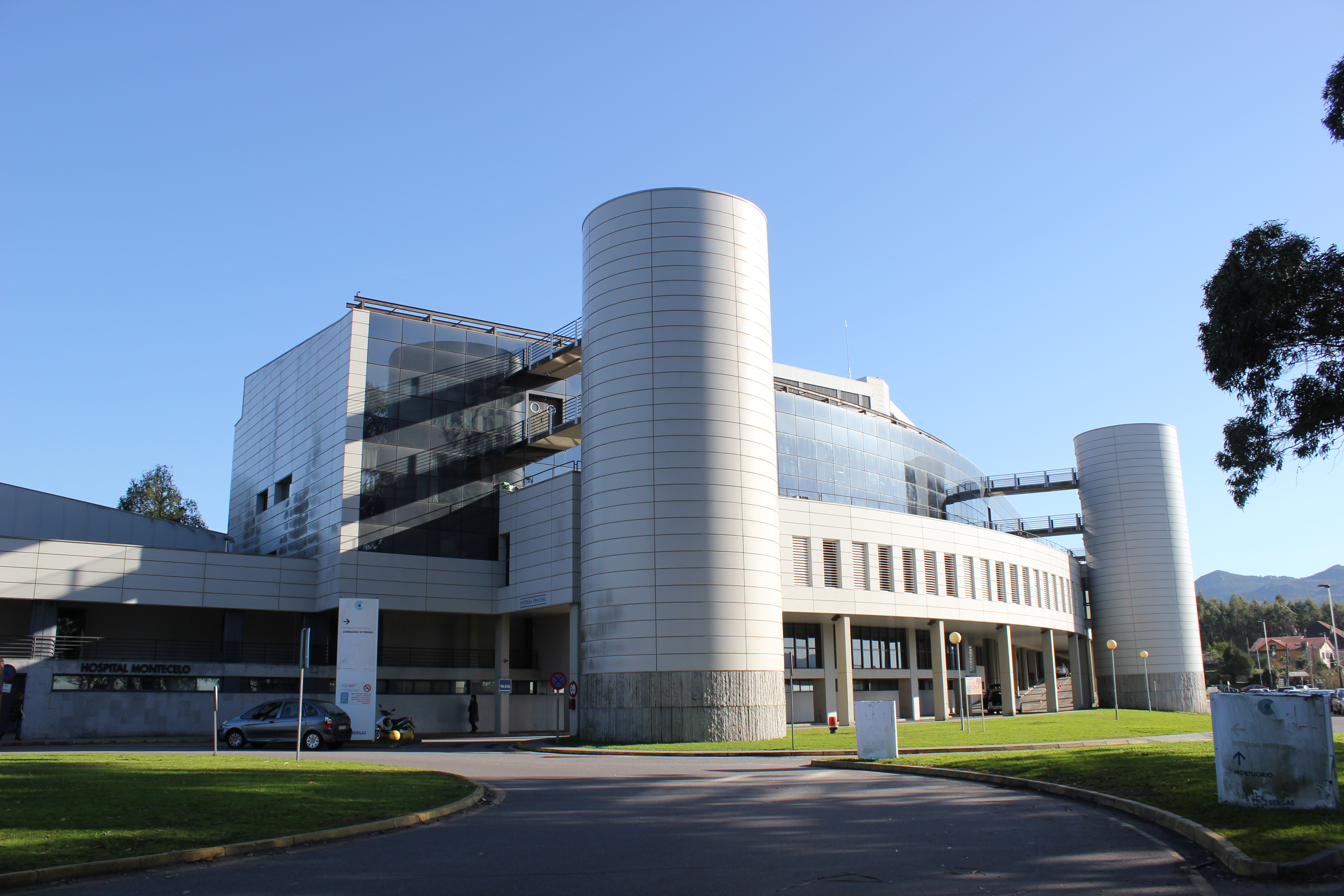
Hôpital Montecelo
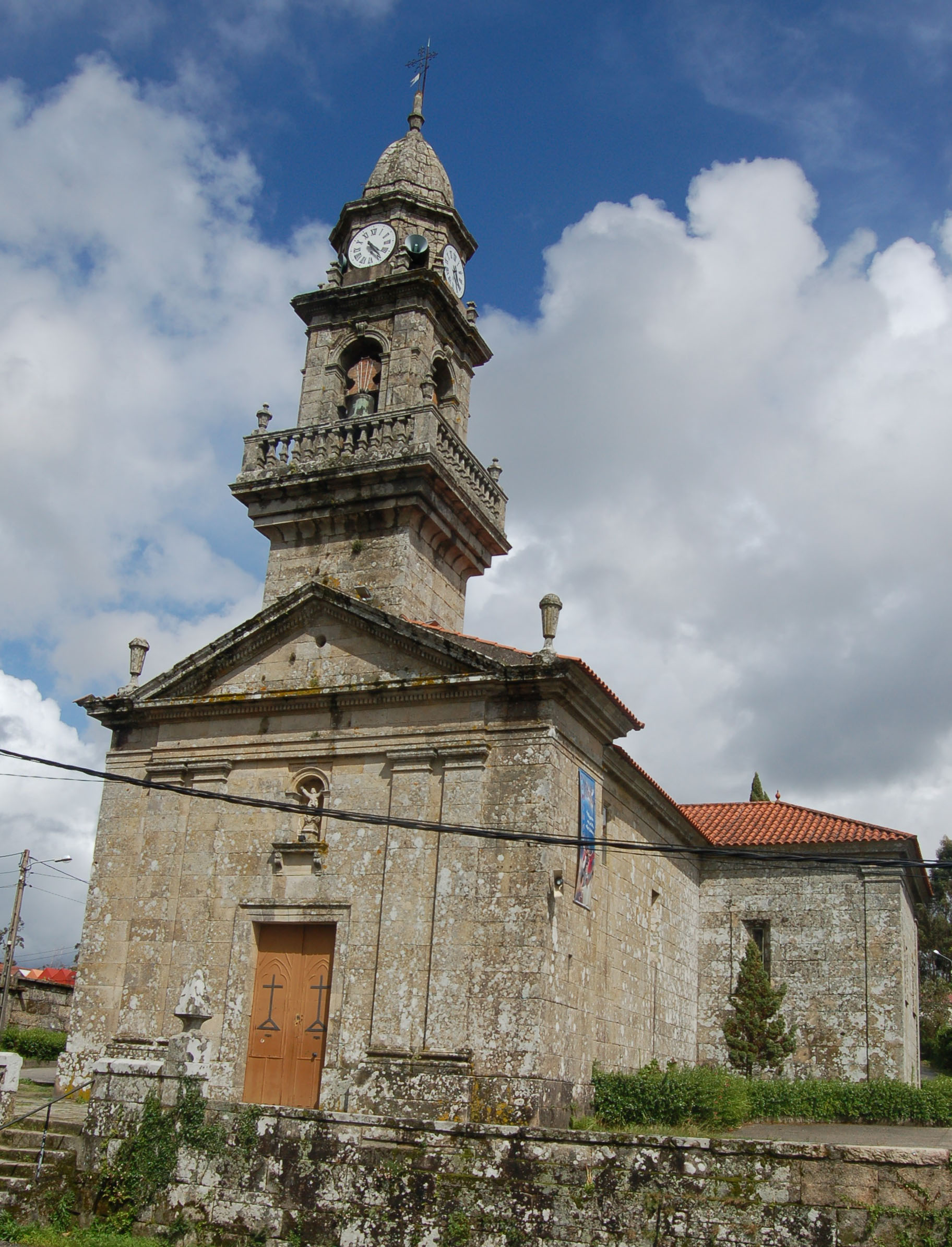
Église paroissiale Sainte-Marie
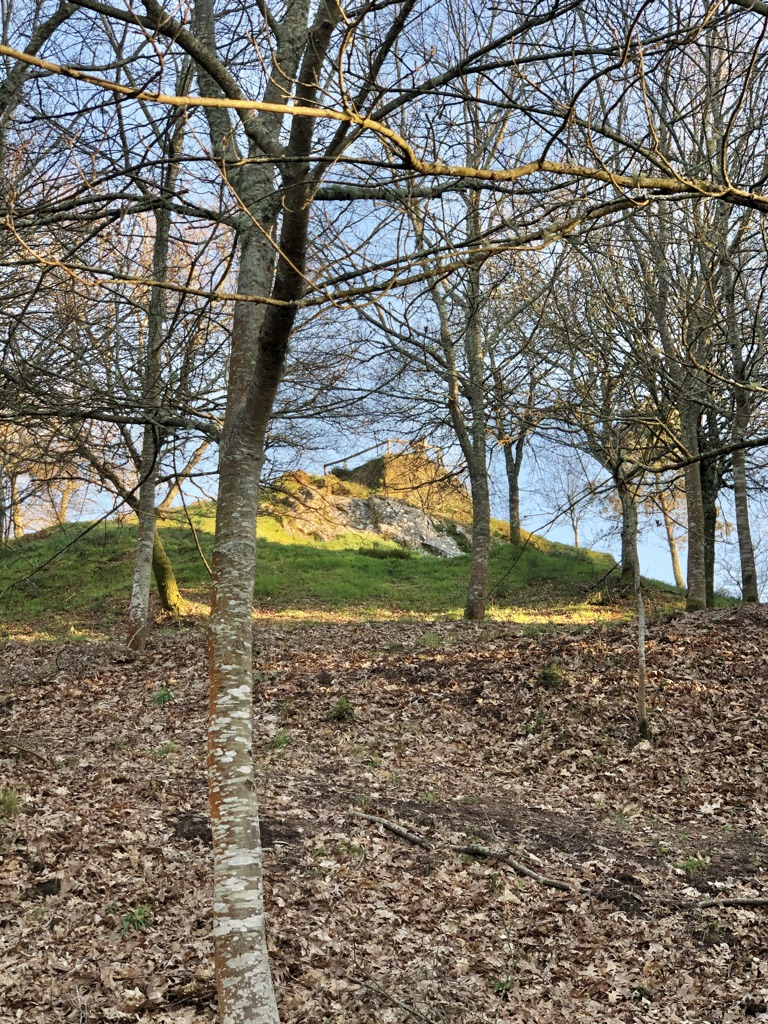
Castro de Mourente
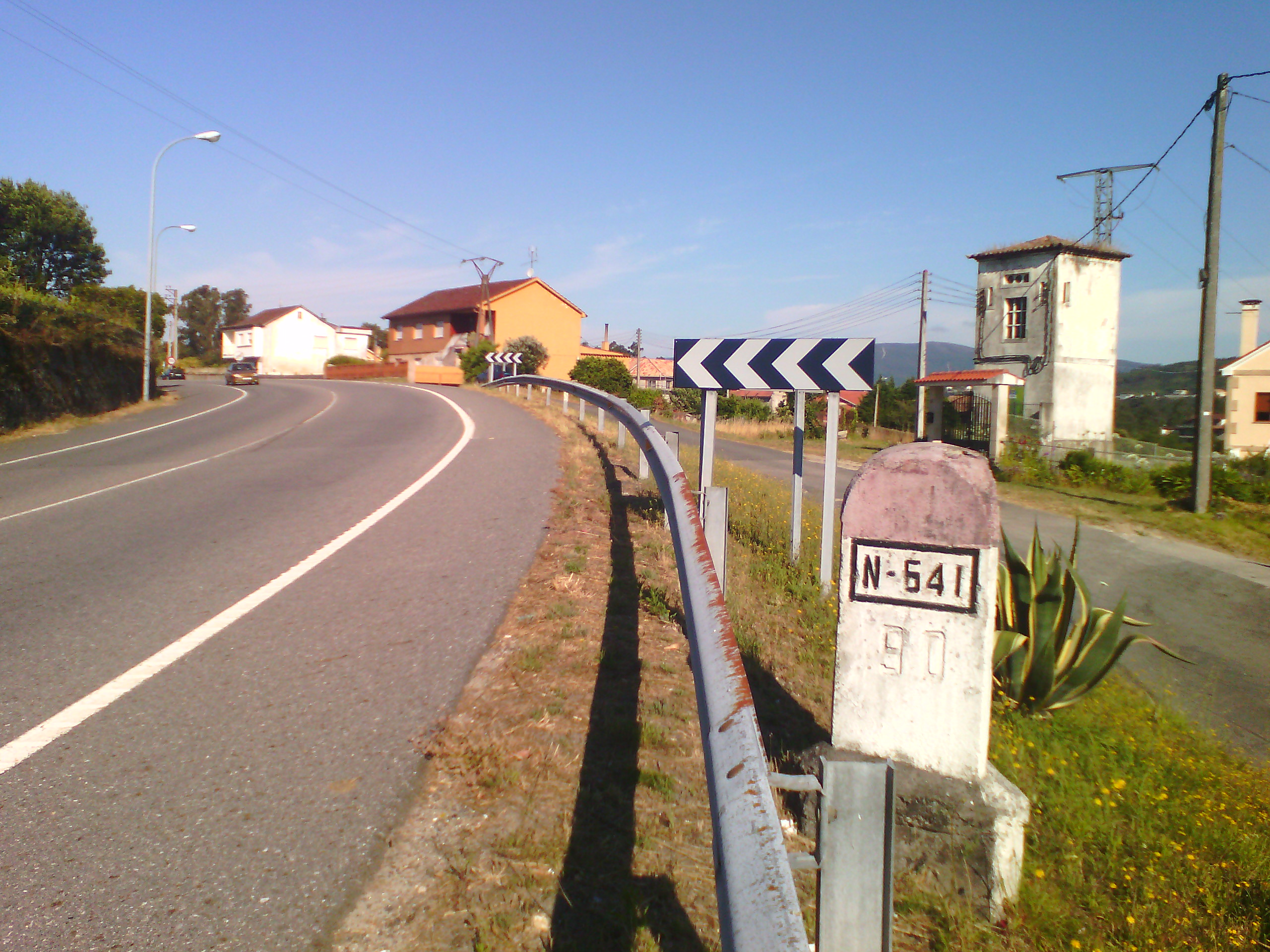
Route nationale 541